# ليون تساي
ليون تساي (بالإنجليزية: Leon O. Chua) (و. 1936  م) هو مخترِع، وأستاذ جامعي، وعالم حاسوب، ومهندس أمريكي، ولد في الفلبين، وهو عضوٌ في معهد مهندسي الكهرباء والإلكترونيات.

## التعليم
تعلم في معهد ماساتشوستس للتكنولوجيا، وجامعة إلينوي في إربانا-شامبين، وجامعة إلينوي ‏.

## جوائز
حصل على جوائز منها:
- دكتوراه فخرية (2 فبراير 2013)
- الدكتوراة الفخرية من جامعة شنت ياقب (1996)[6]
- زمالة معهد مهندسي الكهرباء والإلكترونيات
- IEEE Gustav Robert Kirchhoff Award [الإنجليزية]‏
- زمالة غوغنهايم.